# Friedrich Leithe
Friedrich Leithe (* 28. März 1828 in Fieberbrunn; † 15. Dezember 1896 in Innsbruck) war ein österreichischer Bibliothekar.

## Leben
Friedrich Leithe wurde als Sohn eines k.k. Gubernialrates und Eisenwerkdirektors geboren. Er besuchte die Mittelschule und studierte Rechtswissenschaften an der Wiener Universität. 1852 promovierte er zum Dr. phil. Bereits ein Jahr später erhielt er eine Anstellung als Hilfsarbeiter an der Wiener Hofbibliothek.
Im Februar 1857 wurde Leithe Amanuensis und im April gleichen Jahres zum Skriptor an der Universitätsbibliothek Wien ernannt. Er fiel seinen Vorgesetzten durch besondere Fachkenntnis und Fleiß auf und erhielt eine ministerielle Belobung. Im Januar 1868 wurde ihm eine Bibliothekarsstelle an der Universitätsbibliothek Innsbruck verliehen und gleichzeitig der Vorstand der Bibliothek übertragen, wobei er die Stelle als Kustos übersprang. 1873 gehörte er zu den Mitgliedern der Tiroler Landeskommission für die Wiener Weltausstellung. Noch im gleichen Jahr legte er dem Ministerium für Cultus und Unterricht, seiner vorgesetzten Behörde, eine Bibliotheksinstruktion vor, die zwar niemals amtlich eingeführt, jedoch später de facto für Bibliotheken in ganz Österreich verbindlich wurde.
1874 übernahm Leithe die Leitung der Wiener Universitätsbibliothek. Er führte dabei die Korrespondenz selbst, besorgte den Einkauf der Bücher und übernahm einen Teil der Katalogisierung. 1877 erschien sein Werk Die k.k. Universitäts-Bibliothek in Wien, das durch umfangreiche Quellenstudien auffiel. Als die Universitätsbibliothek 1884, statt ein eigenes Gebäude zu erhalten, in die neuerbaute Universität verlegt wurde, trat er von seiner Anstellung zurück. Aber schon ein Jahr später 1885 wurde Leithe Direktor der Bibliothek der Technischen Hochschule in Wien. Auch hier führte er zahlreiche Verbesserungen ein. Er hat die Bibliothek von Grund auf neu organisiert und sie zu einer selbständigen, von der Hochschule unabhängigen wissenschaftlichen Einrichtung gemacht. Für seine Verdienste erhielt er 1893 den Titel eines k.k. Regierungsrates.
Nach einer längeren Krankheit, die ihn dienstunfähig machte, starb Friedriche Leithe am 15. Dezember 1896 im Alter von 68 Jahren in Innsbruck. Sein schriftlicher Nachlass, bestehend aus Gutachten zu Bibliotheksfragen und zur Entwicklung der österreichischen Bibliotheken, Entwürfe von Dienstordnungen für die Bibliotheken, Korrespondenz und Lebensdokumenten (Zeugnisse, Geburtsurkunde, Lebenslauf) mit einer Laufzeit von 1828 bis 1896, befindet sich in der Universitätsbibliothek Innsbruck. Für die Österreichische Botanische Zeitschrift veröffentlichte er einige Artikel zur Botanik, vor allem über die Kryptogamenflora in Tirol.

## Veröffentlichungen
- Die k. k. Universitätsbibliothek in Wien. Eine historisch-statistische Skizze. Wien 1877.
- Beiträge zur Kenntniss der Kryptogamenflora von Tirol. In: Österreichische Botanische Zeitschrift. 35. Jahrgang, Heft 1 bis 4, Wien 1885, S. 8–12 (zobodat.at [PDF]), S. 41–46 (zobodat.at [PDF]), S. 91–94 (zobodat.at [PDF]).